# Bergisuchus
Bergisuchus es un género extinto de mesoeucrocodilio sebecosuquio. Sus fósiles se han encontrado en el sitio fosilífero de Messel en Alemania, que data del Eoceno. Bergisuchus fue clasificado originalmente como un sebecosuquio, supuestamente el primero hallado por fuera de Suramérica, y más tarde asignado a Trematochampsidae en 1988. Más tarde, en ese mismo año fue reclasificado como un baurusúquido basal. En 2000, al género le fue dado su propia familia, Bergisuchidae, de la que es su único representante.
Bergisuchus es conocido a partir del fósil holotipo, un rostrum proveniente de Messel, descrito originalmente en 1966, y una mandíbula hallada en una mina a cielo abierto de carbón cerca de Halle en el estado de Sajonia-Anhalt. El sitio de Messel es famoso por sus bien preservados fósiles, los cuales incluyen crocodilomorfos semiacuáticos como Asiatosuchus y Diplocynodon. Pero a diferencia de los otros crocodiliformos presentes en Messel, Bergisuchus era un pequeño hipercarnívoro terrestre.